# Mordella geniculata
Mordella geniculata es una especie de coleóptero de la familia Mordellidae.

## Distribución geográfica
Habita en Hoa Binh Vietnam.